# Parahyponomeuta egregiella
Parahyponomeuta egregiella is een vlinder uit de familie van de stippelmotten (Yponomeutidae). De wetenschappelijke naam van de soort werd in 1838 gepubliceerd door Duponchel.